# Гундогдыев, Бегенч Атаевич
Бегенч Атаевич Гундогдыев (туркм. Begenç Ataýewiç Gündogdyýew) — туркменский военачальник. Министр обороны Туркменистана (2018 — н. в., 2011—2015), генерал-лейтенант
Начальник Государственной пограничной службы Туркменистана (2016—2018).

## Биография
С июля 2009 — заместитель министра обороны Туркменистана — начальник Главного управления по снабжению и тылу Министерства обороны Туркменистана.
С 5 ноября 2009 — 29 марта 2011 — первый заместитель министра обороны Туркменистана — начальник Генерального штаба Вооружённых сил Туркменистана, с оставлением временно и начальником Главного управления по снабжению и тылу.
С 29 марта 2011 — министр обороны Туркменистана, генерал-майор. В июле 2011 года понижен в звании до полковника из за взрыва в Абадане.
В июне 2012 года заочно окончил Военную академию Белоруссии по специальности «Государственное и военное управление».
25 января 2013 года Указом президента Туркменистана № РР-6275 присвоено звание генерал-майора.
С 5 октября 2015 года по 1 марта 2016 года — командующий гарнизоном Военно-морских сил Вооруженных сил Туркменистана.
C 1 марта 2016 — начальник Государственной пограничной службы Туркменистана, командующий пограничными войсками Туркменистана.
С 15 августа 2017 года вновь понижен в звании до полковника за неудовлетворительное исполнение должностных обязанностей, ослабление контроля над деятельностью подведомственной службы. Соответствующий Указ глава государства подписал на внеочередном заседании Государственного совета безопасности.
Генералу Гондогдыеву — начальнику Государственной погранслужбы «объявлен строгий выговор с последним предупреждением, что в случае не исправления допущенных недостатков, он будет освобождён от занимаемой должности», говорится в Указе главы государства..
С 14 августа 2018 года вновь назначен возглавлять Министерство обороны Туркменистана, в звании генерал-майора.

## Награды
- Медаль «Watan öňündäki birkemsiz harby gullugy üçin» II степени (2014)[4]
- Медаль «20 лет Независимости Туркменистана»
- Медаль «Türkmenistanyň Garaşsyzlygynyň 20 ýyllygyna bagyşlanyp geçirilen dabaraly harby yörişe gatnaşyja»[5]
- Памятный знак Туркменистана «Magtymguly Pyragynyň 300 ýyllygyna» (10 декабря 2024 года) — учитывая большой личный вклад в изучение в эру Возрождения новой эпохи могущественного государства творческого наследия туркменского поэта-классика Махтумкули Фраги и его популяризацию в мире, в воспитание подрастающего молодого поколения в духе почитания национальных ценностей, традиций и обычаев нашего народа, сформировавшихся на протяжении веков, в воспитание качеств патриотизма, высокой нравственности, трудолюбия, гуманизма, храбрости и мужества, а также по случаю 300-летия со дня рождения Махтумкули Фраги[6]